# Manoir de Saint-Ortaire
Le manoir de Saint-Ortaire ou manoir de la Mare du Dézert est est un logis seigneurial, datant de la fin du Moyen Âge et du début de la Renaissance, qui se dresse sur le territoire de la commune française du Dézert, dans le département de la Manche en région Normandie.

## Historique

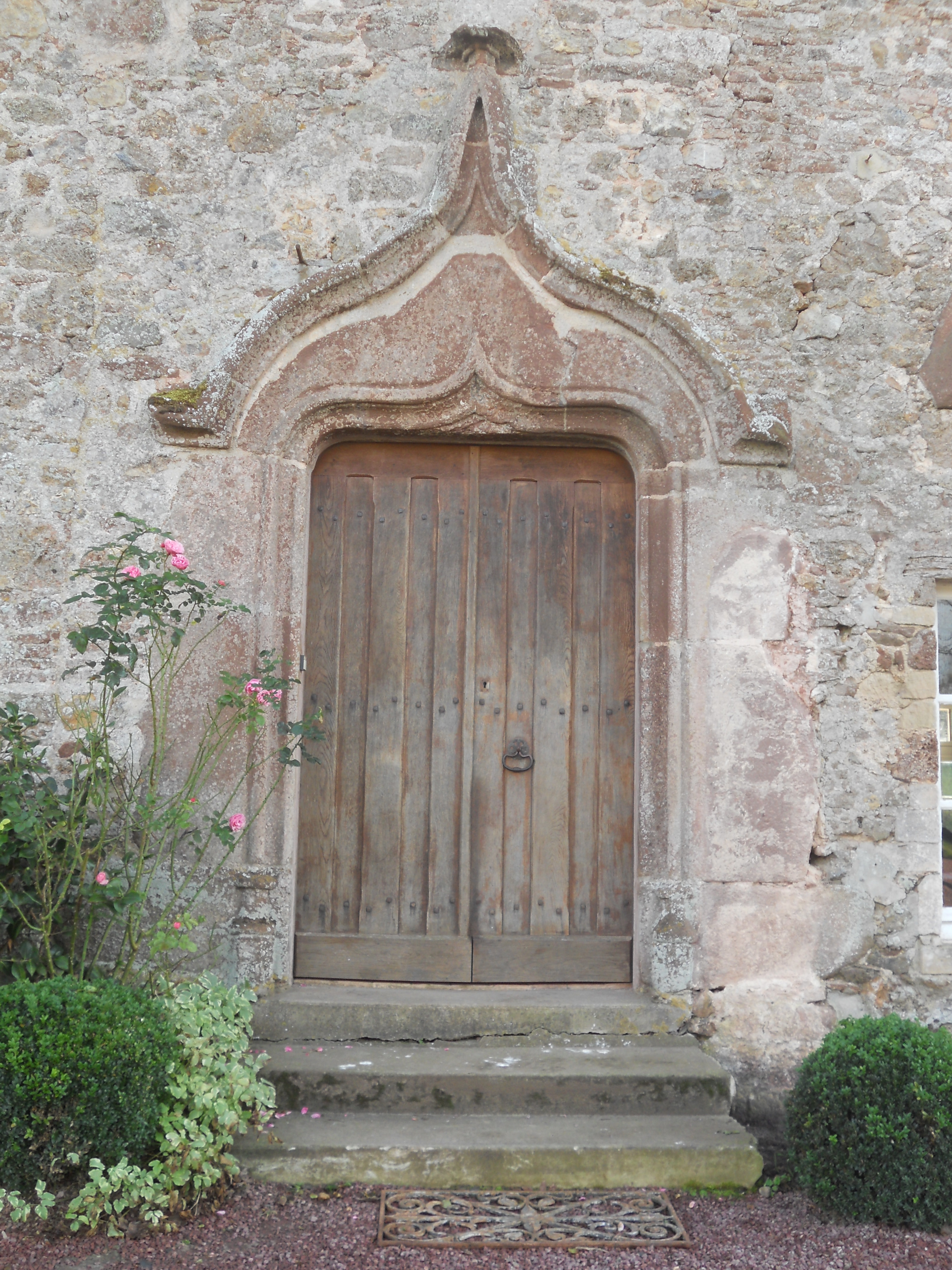
Porte principale, nord.

L’histoire de la propriété a fait l’objet d’une étude approfondie d'Yves Nédélec, publiée dans les « Mélanges » multigraphiés de la Société archéologique de la Manche (3e série, 1974, fasc. 24) dont voici quelques éléments.
Le manoir de Saint-Ortaire (appelé aussi de La Mare du Dézert) était propriété de la famille de La Mare et de ses descendants, du XIVe au XVe siècle, puis de 1505 à 1614. Ce que nous savons de la famille de La Mare provient du copieux article de Charles Fierville : « Les de La Mare appartiennent à une vieille famille noble du Cotentin, qui portait pour armes "d’argent à croix de gueule"… Lors de l’invasion anglaise, en 1417, tous ses membres aimèrent mieux prendre la route de l’exil et s’exposer à la misère que de faire acte de soumission au vainqueur. » Un Hugues de La Mare est cité par le chroniqueur Ambroise, en tant que clerc armé aux côtés du roi Richard duc de Normandie, lors de la prise de l'île de Chypre en 1189. Louis et Richard de La Mare, fils de Guillot, chevalier et seigneur de La Mare sont inscrits sur les listes d’honneur des chevaliers qui prirent part à la fameuse défense du Mont Saint-Michel (1424-1427). Leur frère Jean eut un fils, Louis, écuyer, sieur du fief de La Mare au Dézert, qui n’a laissé qu’un fils, Guillaume, absent pendant toute l’occupation anglaise, et qui ne rentra au Dézert qu’en 1449. Un de ses fils, Guillaume, devint recteur de l’Université de Caen en 1503,.
Yves Nédélec insiste sur la personnalité de Guillaume de La Mare (1451-1525), chanoine, docteur en droit civil et canonique, à qui on attribue vraisemblablement la reconstruction du manoir « sa formation humaniste, ses voyages et ses liens avec Geoffroy Herbert, évêque de Coutances expliqueraient alors la qualité architecturale de l’édifice et spécialement celle des cheminées ». « La présence en façade d’un écu très érodé sur lequel se devine le tracé d’une croix constitue …un critère fiable d’attribution de la construction à un membre de la famille de La Mare, note Julien Deshayes. Charles Fierville précise que Guillaume de la Mare faisait partie de la chancellerie du roi Charles VIII, « qui l'aimait beaucoup à cause de son talent poétique et de l'habileté avec laquelle il écrivait » . Les carreaux à fleur de lys retrouvés dans une des chambres contemporaine de cette période, attestent de ses liens avec la cour de France.
La propriété est vendue en 1614 à Michel Martin, riche drapier de Saint-Lô, dont les héritiers vendront le bien en 1654 (pour le racheter trois ans plus tard) ; on peut lire sur l’acte de vente une description de la propriété : « …le manoir, consistant en maison manable, pressoir, grange et estables, trye ou fuye à pigeons, droict de chapelle, avec les jardins, herbes et fruitiers, le tout comme il se tient… » Suit une longue liste de pièces de terre. Le manoir deviendra propriété, entre autres, de Armand-Jérôme Bignon, bibliothécaire du roi Louis XV et Jérome-Joseph-Marie Grimaldi de Monaco.
La mise à disposition récente (archives de Saint-Lô) du plan Napoléonien de 1823, permet de confirmer la présence d’une double enceinte protégeant l’ensemble. À savoir : un premier mur de protection encerclant la face Nord du manoir et la chapelle, appuyée par une tour à son Nord-Ouest (aujourd’hui disparue). Cette cour était accessible par un double portail d’entrée à l’Est de la chapelle. Une deuxième enceinte était formée au Nord par des hauts talus et au Sud par un fossé toujours existant, « la Lime de St Ortaire ». Il est à noter la disparition d’une autre tour (de plan carré) accolée sur la face nord du manoir.
La qualité de l’ensemble ainsi que son intérêt historique ont permis son inscription au titre des monuments historiques le 25 juin 2004 (le manoir dans sa totalité ainsi qu’une protection du décor intérieur). La restauration du manoir et de la chapelle (propriété privée), débutant en 2002, a été primée par les Vieilles Maisons Françaises, le conseil général de la Manche, la Fondation Langlois, et la Fondation du patrimoine.

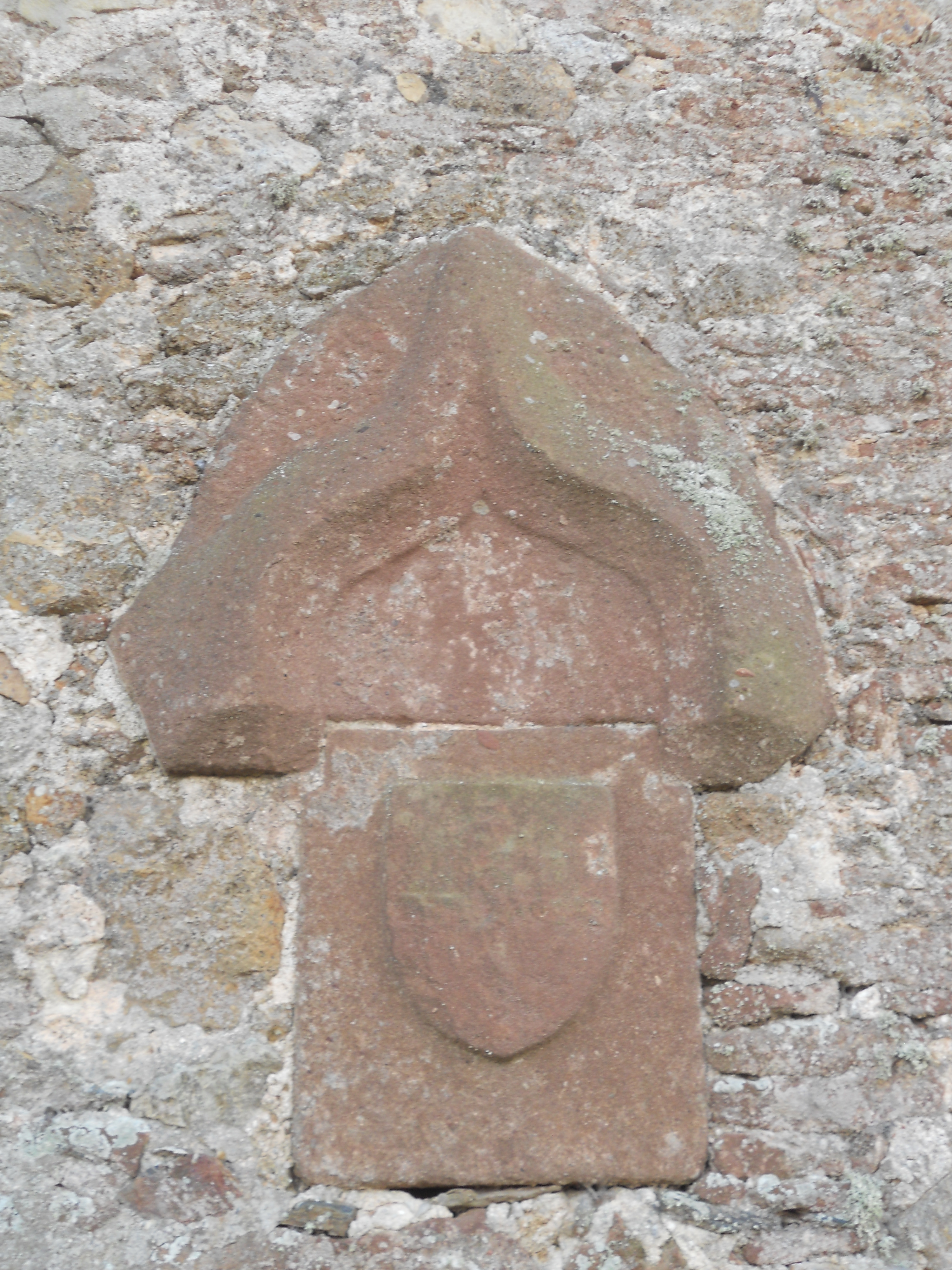
Écu famille de La Mare, façade nord
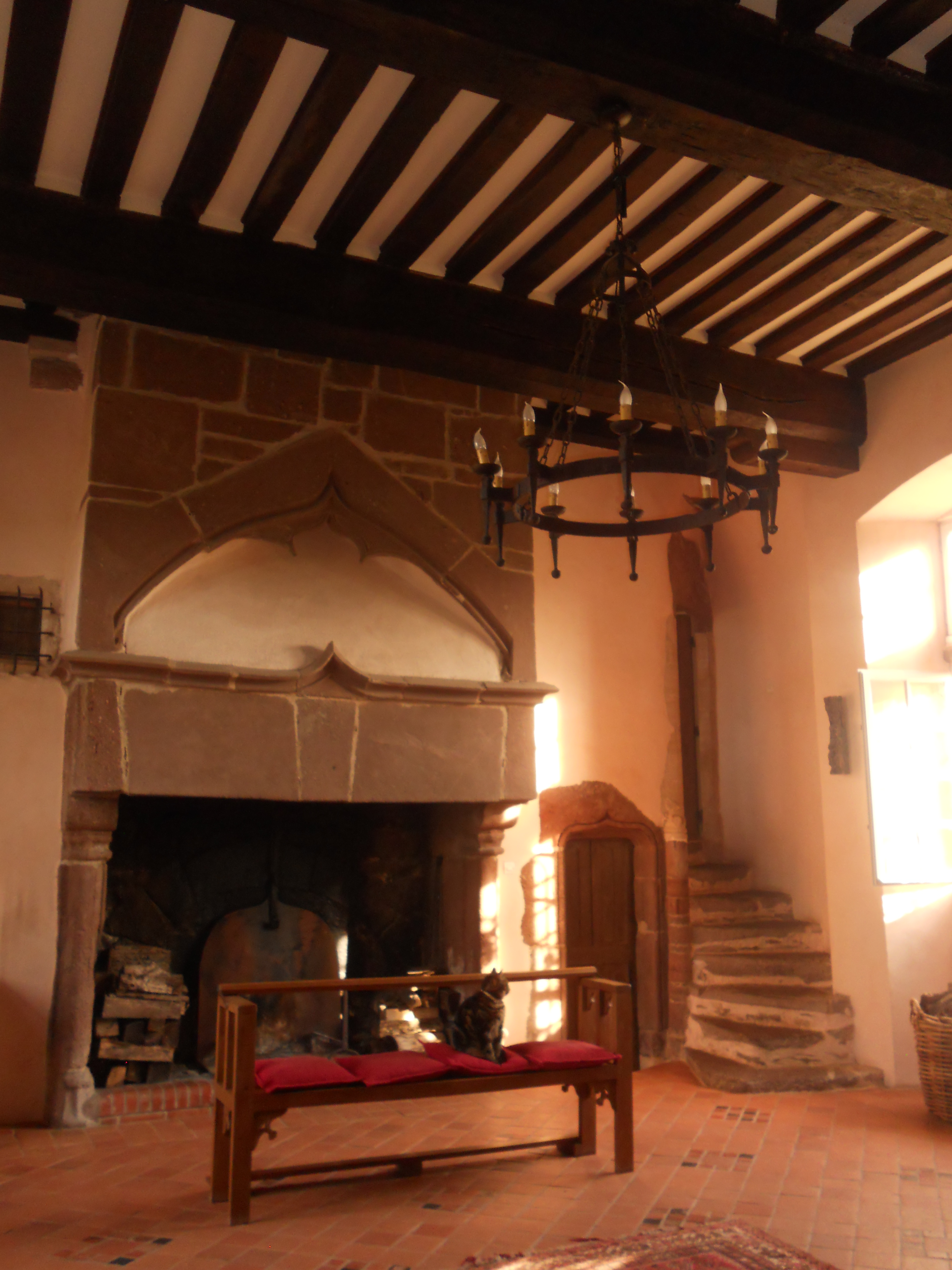
Manoir de Saint Ortaire : cheminée monumentale (grande salle, rdc)
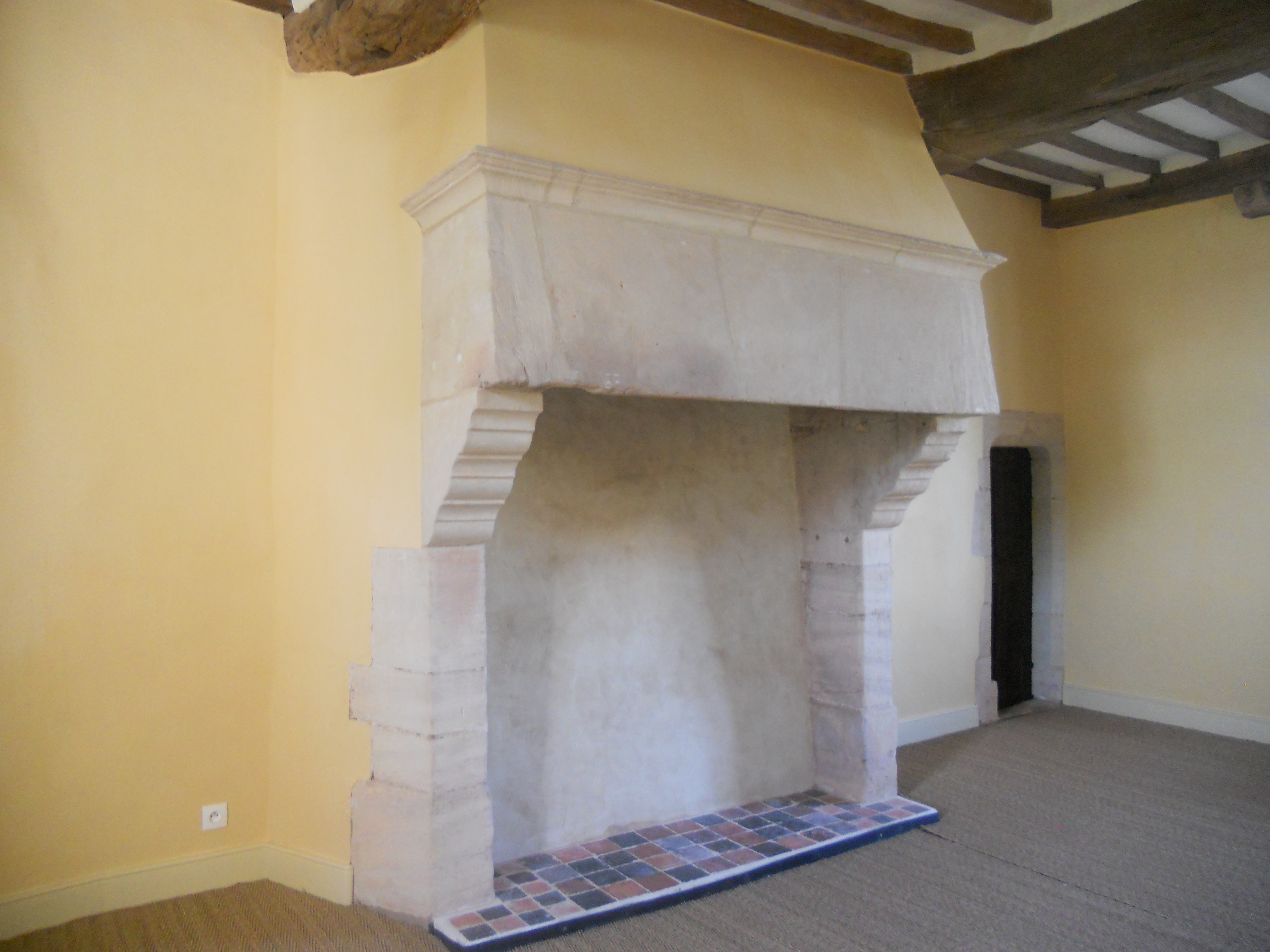
Cheminée monumentale, chambre 1er étage aile ouest
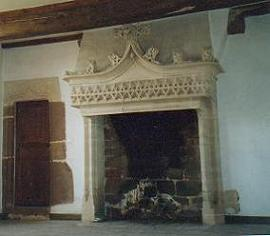
Cheminée gothique monumentale (salle haute du 1er étage central)

## Description

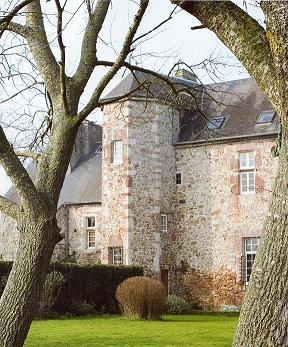
Manoir de Saint-Ortaire.

Le manoir Saint-Ortaire  « se signale en premier lieu au visiteur par sa grande chapelle seigneuriale, que joignait probablement à l’origine le portail d’entrée de la cour. » L’intérêt majeur de cet ensemble pour l’histoire de l’art est qu’il a conservé son caractère authentique. « Le corps de logis principal est constitué d’une vaste salle centrale,… l’un des rares exemples d’édifice à salle basse double en élévation (4,95 m) conservé pratiquement intact dans le département de la Manche. » On y accède directement de l’extérieur par une grande porte surmontée d’un linteau en double accolade. Une superbe cheminée monumentale en pierre rouge locale se situe sur le mur pignon est, flanquée à droite par un escalier tournant menant à la chambre d’entresol, muni d’un judas, qui surmonte un cellier demi enterré. Cet agencement est typique du modèle médiéval du « chamber-block ».
Dans l’angle sud-ouest de la grande salle centrale, une belle porte à linteau en accolade conduit à l'ancienne cuisine. Une porte située en face de la porte d’entrée principale donne accès à un bel escalier en vis logé dans une tour polygonale adossée à la façade postérieure. Cet escalier dessert d’abord au premier étage une chambre côté ouest (au-dessus de la cuisine) pourvue d'une grande cheminée, puis la salle haute superposant la grande salle, munie d’une rare cheminée monumentale gothique sculptée en pierre calcaire, suivie d'une chambre située à l’Est, (au-dessus de la chambre d’entresol) reliée aux latrines. Une seconde vis, plus petite, assure une communication indépendante des parties ouest de l’habitation (comprenant un deuxième bloc latrines) et aboutit à une petite chambre dans les combles. À noter l'ouverture cintrée à double colonnette engagée donnant accès à la chambre située au-dessus de l'ancienne cuisine.
« Il convient de souligner la qualité majeure et l’intérêt tout particulier de cette construction » selon Julien Deshayes «  le manoir Saint-Ortaire offre ainsi un précieux témoignage archéologique, permettant de mieux comprendre et visualiser l’organisation d’un logis seigneurial de statut relativement élevé. L’observation des éléments de modénature - encadrements de portes et fenêtres et cheminées  - permet d’en situer la construction à une date proche de 1500 » dans sa forme actuelle… « cependant un certain nombre d’anomalies traduisent l’existence d’une phase de construction antérieure » Des indices assez fiables, en effet, situent l'édification d'une cellule intermédiaire (entre la grande salle et la travée occidentale supplémentaire constituée d'un cellier en rez-de-chaussée et la chambrette à l'étage) antérieure au reste du bâtiment, notamment les cheminées en calcaire, dont celle à consoles formées de triples quarts de rond (voir photo ci-dessus). Cette hypothèse est confortée par d'autres indices tel que l'adjonction du grand escalier à vis sur une structure préexistante.